# جان بیلی (بازیکن فوتبال، زاده ۱۹۵۰)
جان بیلی (انگلیسی: John Bailey؛ زادهٔ ۳۰ ژوئیهٔ ۱۹۵۰) بازیکن فوتبال اهل بریتانیا است.
از باشگاه‌هایی که در آن بازی کرده‌است می‌توان به باشگاه فوتبال چلتنهام تاون و باشگاه فوتبال سوئیندون تاون اشاره کرد.